# Tomaž nad Vojnikom
Tomaž nad Vojnikom este o localitate din comuna Vojnik, Slovenia, cu o populație de 59 de locuitori.